# يافالي

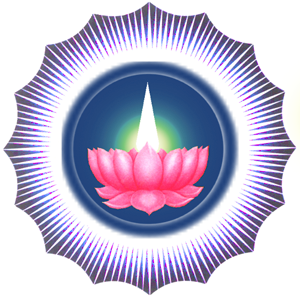
شعار الديانة اليافالية

اليافالي (بالتاملية: அய்யாவழி وبالماليالامية: അയ്യാവഴി) اعتقاد هينوثي نشأ في جنوب الهند. تشير إليه العديد من الصحف والتقارير الحكومية والمجلات والباحثين الأكاديميين كدين أحادي مستقل. ولكن في التعدادات الهندية، يصرح أغلب أتباعها بأنهم هندوس. لذا، تعتبر اليافالي أيضًا طائفة هندوسية. توجد داخل الهندوسية كطائفة هندوسية بشكل رسمي (قانوني).
تتركز اليافالي على حياة آيا فايكوندار وخطبه. تستند أفكارها وفلسفتها على نصوص أكيلاتيراتو اماناي وآرول نول المقدسة. وفقًا لهذه النصوص، كان فايكوندار أفاتار بورنا لنارايانا. تشترك اليافالي في العديد من الأفكار مع الهندوسية في معتقداتها وممارساتها، ولكنها تختلف اختلافًا كبيرًا في مفاهيمها عن الخير والشر والدارما. صُنفت اليافالي كمعتقد دارمي بسبب تركيزها الأساسي على الدارما.
أثارت اليافالي اهتمام الرأي العام لأول مرة في القرن لتاسع عشر كطائفة هندوسية. ساهمت أنشطة فايكوندار وزيادة عدد أتباعها في حدوث إصلاح وثورة في المجتمع الترافنكورني والتاميلي في القرن التاسع عشر، ما أثار دهشة النظام الاجتماعي الإقطاعي لجنوب الهند. كما أثارت عددًا من حركات الإصلاح بما في ذلك حركات نارايانا غورو ورامالينغا سواميغال.
رغم انتشار أتباع اليافالي في جميع أنحاء الهند، فإنهم يوجدون بشكل أساسي في جنوب الهند، ويتركزون بشكل خاص في تاميل نادو وكيرلا. يقدر عدد الممارسين بما يتراوح بين 8,000,000 و10,000,000 رغم أن العدد الدقيق غير معروف، إذ سجل بعض اليالفاليين كهندوس في التعدادات.

## أصل الكلمة
ومعنى يافالي(طريق الأب) و يبلغ عدد معتنقي هذا الدين بين 8,000,000 و 10,000,000 شخص، فهم يتبعون طقوسهم وشعائرهم في جنوب الهند جزء من معتقداتهم مثل الهندوس تمامآ لذلك تعتبره الإحصاءت
الهندية طائفة أو اتباع للهندوس أو دين مستقل
فهم يقدسون الالهة الهندوسية مثل شيفا
وكذلك يقدسون اللوتس مثل الهندوسية والبوذية.

## الكتب والأماكن المقدسة
يعتبر كتابي أكيلاتيراتو اماناي (يشار إليها عادة باسم أكيلام) وآرول نول كتب مقدسة في اليافالي، وهما مصدر الأساطير الدينة. كتب هاري غوبالان سيدار أكيلاتيراتو اماناي عام 1841، كما لو كان يسمع محتويات أكيلام التي قالها نارايانا إلى قرينته لاكشمي. بالإضافة إلى الأحداث الأسطورية، يقدم أكيلام أيضًا مقدارًا كبيرًا من الحقائق التاريخية، خاصةً تلك التي حدثت في منتصف الألفية الثانية وأواخرها. وبسبب تلف النص الأصلي، تعتبر النسخ الفرعية مثل نسخة سواميثوب، ونسخة كوتوتشابادو بالإضافة إلى نسخ بانشالانكوريتشي، أقدم نسخ لأكيلام مكتوبة على أوراق النخيل. تتضمن النسخ المنشورة الأخرى سينتراتيساي فنترا بيرومال، وفيفيكاناندان، وفّي تي فّي الذي تعرض لانتقادات شديدة، ونسخة بالاراماشاندران الأقدم والمقبولة عمومًا. يحتوي الأكيلام على أكثر من 15,000 بيت في سبعة عشر قسمًا. هو مكتوب باللغة التاميلية الشعرية على شكل بالاد (شكل شعري)، ويتألف من أسلوب حرفي فريد مع نوعين فرعيين، فيروتام وناتاي.
يتضمن الكتاب المقدس الثانوي، آرول نول، العديد من الكتب التي يعتقد أن أرولالاركال كتبها (شخص يمتلك قوة إلهية). ويحتوي على الصلوات والتراتيل والتعليمات الخاصة بطريقة العبادة في اليافالي، وكذلك طقوس النبوءة والعديد من التصرفات. ويضم العديد من الأحداث الموجودة في الأكيلام والمتعلقة بحياة فايكوندار. على عكس أكيلام، لا يوجد تاريخ محدد لآرول نول. جمعت كل هذه النصوص باللغة التاميلية. 
توجد سبعة أماكن مقدسة بالنسبة لمعتنقي اليافالي تسمى باثيات، وتعد باثيات البانشا الأكثر أهمية. ويعتبر معبد سواميثوب باثي هو المقر الرئيسي لليافالي.
والباثيات البانشا الخمسة هي: 1. سواميثوب باثي، مقر تافام العظيم ومقر ديني. 2. أمبالا باثي، حيث انضم فايكوندار إلى ستة من الآلهة السبعة بمفرده. 3. موتا باثي، مكان إقامة الفينشاي الثاني والثالث. 4. ثاماريكولام باثي، حيث دُوّن أكيلاتيراتو اماناي. 5. بو باثي، حيث وحد الإله آيا إلهة الأرض بومادانثاي مع نفسه من خلال زواج رمزي.
ما يزال فاكايب باثي، رغم أن المقر الرئيسي لم يدرجه ضمن باثيات البانشا، يعتبر باثي ولكن ذو أهمية أقل. هناك خلاف بين أتباع اليافالي بشأن قداسة بعض الباثيات الأخرى، مثل فاكوندا باثي وأفاثارا باثي. ولا تشمل قائمة الباثيات التي أعلنها مقر اليافالي هذه الباثيات.

## الرمزية
تعتبر زهرة اللوتس التي تحمل نامام أبيض على شكل شعلة رمزًا لليافالي. يمثل اللوتس ساهاسرارا مكونة من 1,008 بتلة (بالتاميلية: لادام)، بينما يمثل النامام أنما جيوثي أو أتمان.  يشير كتابا اليافالي المقدسين إلى ثيرونامام («رمز شكل الشعلة» الموجود أعلى اللوتس في رمز اليافالي)،   وليس إلى اللوتس مباشرةً. يُعتبر هذا الرمز الملخص الإيديولوجي للفلسفة القائمة على الأكيلام. استُخدم هذا الرمز منذ منتصف القرن العشرين. 
يُنظر إلى السرد الأسطوري في أكيلام حول اليوغات الثمانية فلسفيًا على أنه إشارة إلى ثماني شاكرات غالبًا. تعتبر الأولى، نيتيا يوكام، بيندو والحالة الأخيرة، تعتبر الدارما يوكام ساهاسرارا، أو النعيم المطلق. في هذه السلسلة، تُستدعى طاقة الوعي (نامام) الذاتي، والتي تنشأ من بيندو (نيتيا يوكام) إلى ساهاسرارا النهائية (دارما يوكام). تمثل هذه اللوتس، أعلى مركز روحي للتنوير، تجربة «النعيم» المطلق. أما السلطة السائدة في نهاية الدارما يوكام (ساهاسرارا) هي إيكام، وهي جزء من مفهوم ثالوث فايكوندار، أو مظهر من مظاهر المطلق الأعلى.
وهكذا فإن الرمز اليافالي مشتق من أكيلام. تُظهر أيقونة «اللوتس مع ثيرونامام» «فايكوندار متمرسًا في في الساهاسرارا».
تملك ساهاسرارا شاكرا في بعض النصوص الهندوسية 1000 بتلة. لكن في الرمزية اليافالية، تحتوي ساهاسرارا على 1008 بتلة. لا توجد مصدر كتابي في اليافالي يشير إلى أهمية رقم 1000، ولكن يشيع ذكر الرقم 1008. وأيضًا، تعد سنة 1008 (الحقبة الماليالامية) سنة تجسد فايكوندار. ترمز ساهاسرارا كزهرة لوتس بدون ساق.
طورت عمارة اليافالي في بناء نيجال ثانغالز، إذ تستخدم زهرة لوتس الساهاسرارا المقلوبة لتغطية السقف. قد يمثل اللوتس أيضا القلب وشكل اللهب (ثيرنامام) واللاهوت. استخدمت اليافالي رموزًا أخرى منها فايشنافيت «نامام ثلاثي» (غير مستخدم حاليًا) وكونش.

## التعاليم والتأثير
توجد معظم التعاليم اليافالية الرئيسية في كتاب أكيلاتيراتو اماناي وجمعت تعاليم أخرى من كتب مختلفة كتبها مؤلفون مجهولون، الذين تظهر أعمالهم في آرول نول. ومثل دارما، تملك التعاليم الأخرى لليافالي جانبين، اجتماعي وصوفي. تكرس التعاليم الصوفية لكشف المعرفة الإلهية، بينما تهتم التعاليم الاجتماعية أساسًا بالقضاء على التفاوت والتمييز في المجتمع. تشجع التعاليم على وجود علاقة إيجابية مع الرب، على عكس العلاقة القائمة على الخوف. يشجع الأتباع على الإشارة إلى الرب باسم آيا، «الأب»، لتعزيز الحميمية والود تجاه الرب.
يركز الصوفيون في اليافالي على الوحدانية العليا. ومن اختلافاتها، حفاظ اللاهوت دائمًا على هذا التركيز على الوحدانية. يمنع شر كالي الوحدانية المطلقة السائدة بين النفوس الفردية والكون، ويخلق بينهم شعورًا زائفًا بالفردية والفخر الشديد. تسبب هذه النظرة الخاطئة إحساسًا واضحًا بالانفصال عن الوحدانية وتحفز ضدها. يُعرَّف إيكام -«الروح الأسمى» أو «الروح العليا»- باعتباره الوجود الكامل، الذي لا يتغير في الطبيعة وفي كل مكان. هذا هو «الشخص الذي يخضع لتغييرات مختلفة فيما يتعلق بالمكان والزمان» بسبب قوة الشر مايا.
نشأت كل الخلق من إيكام، الوعي الأسمى.  توجد جميع صفات إيكام في كل روح، وتتطور منها. تعد كل روح فردية انعكاس أو مرآة للأعلى المطلق، ويوفر هذا الأساس النصي والاستعارة لدور المرآة في عبادة اليافالي.  تقيد وتحدد أرواح البشر وجميع الأرواح الأخرى بشر كالي. لذا لا تستطيع هذه النفوس الفردية بلوغ النعيم الأعلى، وبالتالي تعتبر ثانوية بالنسبة لإيكام.  من ناحية أخرى، يُجسيد هذا الوعي الأسمى كباراماتوما (روح عليا) الذي يكون الرب من خلاله هو «الزوج»، وتكون جميع الأرواح الأخرى «رفقاءه»، يرمز إليها تيروكاليانا إيكاناي، حيث يتزوج فايكوندار الأرواح الفردية.   